# Nicolas Collin
Nicolas Collin (24 de marzo de 1998) es un deportista belga que compite en escalada.
Ganó una medalla de plata en el Campeonato Europeo de Escalada de 2020, en la prueba de dificultad. Además, consiguió una medalla de oro en los Juegos Mundiales de 2022.

## Palmarés internacional
| Campeonato Europeo | Campeonato Europeo | Campeonato Europeo | Campeonato Europeo |
| Año                | Lugar              | Medalla            | Prueba             |
| ------------------ | ------------------ | ------------------ | ------------------ |
| 2020               | Moscú (Rusia)      | Medalla de plata   | Dificultad         |